# シースピカ
シースピカ（英：SEA SPICA）は、瀬戸内海汽船グループの瀬戸内シーラインが運行する観光型クルーザー（高速船）。

## 概要
2018年に西日本旅客鉄道（JR西日本）が策定した「ＪＲ西日本グループ中期経営計画 2022」において、地域とともに瀬戸内の魅力を発信する「せとうち パレットプロジェクト」が立案された。その一環として、瀬戸内海汽船と協定を結び、共同で観光型クルーザーを開発することとなった。目標として、2020年秋の広島デスティネーションキャンペーンへの投入としていた。
2019年10月16日に概要が公表され、広島-三原航路「瀬戸内しまたびライン」を開設し、瀬戸内海汽船グループの「瀬戸内シーライン」とJR西日本グループの「JR西日本イノベーションズ」による共同出資会社「瀬戸内島たびコーポレーション」と鉄道建設・運輸施設整備支援機構による共同建造にて建造する方針となった。なお、鉄道建設・運輸施設整備支援機構の「国内クルーズ船」共同建造第1号である。
建造を瀬戸内クラフト、デザインを川西康之率いる株式会社イチバンセンが担当。船名は海の「SEA」に、おとめ座の一番星「SPICA」を組み合わせ、「この船が、瀬戸内の海で青白く美しい輝きを放ちながら、お客様を自由で開放的な旅に誘いたい」、という思いを込めて命名された。同船のアンバサダーとして、アイドルグループ『STU48』が任命された。
2020年10月1日より、瀬戸内しまたびラインを1日1往復する形で運航開始となった。原則、ドック期間の12月-翌3月を除く休日、連休期間に運航としている。2月には宮島や江田島へのモデルツアーの運航も行われるほか、必要に応じてチャーター船として供用される。
2023年5月19日から5月21日に開催されたG7広島サミットでは、各国首脳、要人、関係者の海路移動（グランドプリンスホテル～宮島間）に使用された。その際には船内一部座席をG7仕様に変更されている。
受賞歴として、日本デザイン振興会「2020年度グッドデザイン賞・ベスト100」、日本船舶工学会「シップ・オブ・ザ・イヤー2020」小型客船部門を受賞している。
2025年3月に就航5年を迎えるのを機に、広島港 - 三原港の航路を広島港 - 尾道港に延伸するとともに、立寄港も変更されることとなった。

## 船内
出典

### 2階
屋外デッキ

### 1階
案内所兼ショップ・運航情報モニター、バリアフリートイレ・バリアフリー客席

### 船内設備
階段昇降機・フリーWi-Fi・客席電源、抗菌・抗ウィルス対策として空気触媒「セルフィール」施工

## 瀬戸内しまたびライン

### 東向き航路（午前）
広島港（宇品旅客ターミナル）→広島港（元宇品・グランドプリンスホテル広島前桟橋 乗船のみ）→呉港（呉中央桟橋 乗船のみ）→海上自衛隊呉地方隊（艦船めぐり）→音戸の瀬戸→下蒲刈島（下船観光）→契島→大久野島（下船観光）→生口島（瀬戸田港 下船のみ）→三原港

### 西向き航路（午後）
三原港→生口島（瀬戸田港 乗船のみ）→大久野島（下船観光）→契島→大崎上島（下船観光）→音戸の瀬戸→海上自衛隊呉地方隊（艦船めぐり）→呉港（呉中央桟橋 下船のみ）→広島港（元宇品・グランドプリンスホテル広島前桟橋 下船のみ）→広島港（宇品旅客ターミナル）

## 沿革
- 2019年（令和元年）
  - 8月5日 - 瀬戸内海汽船とJR西日本間で「せとうち パレットプロジェクト」に関わる協定締結[5]。
  - 10月16日 - 「瀬戸内島たびコーポレーション」設立、「瀬戸内しまたびライン開設」、「シースピカ」の建造が公表される[5]。
  - 11月6日 - 起工式[2]
- 2020年（令和2年）
  - 3月10日 - 反転式
  - 7月6日 - 進水式[3]
  - 10月1日 - 運航開始、「2020年度グッドデザイン賞・ベスト100」受賞[1]。
- 2021年（令和3年）
  - 5月14日 - 「シップ・オブ・ザ・イヤー2020」小型客船部門を受賞[8]。
  - 11月12日 - 次世代バイオディーゼル燃料「サステナ」に関する試験[10]。
- 2022年（令和4年）
  - 7月1日 - 3日 - 「兵庫デスティネーションプレキャンペーン」の一環として、神戸港～淡路島間で特別運航[11]
- 2023年（令和5年）
  - 5月19日 - G7広島サミットに伴い、首脳陣輸送としてグランドプリンスホテル広島前桟橋 - 宮島桟橋間でチャーター運航[12]。